# Sinclair User
A Sinclair User (gyakran SU-ként rövidítve) egy a Sinclair Research vállalat számítógépeivel, főként a ZX Spectrummal foglalkozó magazin volt. Eredetileg az ECC Publications adta ki, majd később az EMAP. 1982 és 1993 között jelent meg az Egyesült Királyságban, ezzel a leghosszabb élettartamú Sinclair újsággá vált. 
A többi hasonló magazinban, úgy a Sinclair User-ben is hírek, előzetesek, tesztek, tippek, segítségek, olvasói levelek és játék demók jelentek meg.
1992 májusában a korábban rivális CRASH beolvadt a Sinclair User-be, viszont ez a gyakorlatban nem jelentett többet a Crash! logójának feltüntetésén kívül az újság elülső borítóján.
A korai évei során a magazin személyi kultuszt épített fel a néhány „vicces” becenevű munkatársa körül; köztük Bill „Incorruptible” Scolding, Jon „Disgusting” Gilbert, Chris „Lunchbreaks” Bourne, Claire „Ligger” Edgely, Richard Price (a „Gordo Greatbelly” rovat írója) és Andrew Hewson (a Hewson Consultants alapítója) körül.  
David Kelly szerkesztői munkássága alatt az újság jóval nagyobb hangsúlyt fektetett a videojátékos társadalomra, és jóval színesebb grafikai stílust alkalmazott Gareth „the Mad Celt” közreműködése következtében. Amíg Graham Taylor volt az újság szerkesztője a magazinban szerepelt egy rajzfilm figura; Kamikaze Bear, és az újság komolyabb hangvétele is gyerekesebbre váltott.

## Külső hivatkozások
- SUMO — A Sinclair User Magazine Online, a Sinclair User nem hivatalos internetes archívuma